# Il generale del diavolo
ora vado a fargliela all'inferno !»
(Generale Harry Harras)
Il generale del diavolo (Des Teufels General) è un film del 1955 diretto da Helmut Käutner, basato sull'opera teatrale in tre atti di Carl Zuckmayer.
Il ruolo del protagonista è ispirato al Generaloberst Ernst Udet.

## Trama
Berlino, tardo autunno 1941.  Il generale della Luftwaffe Harry Harras, un veterano pluridecorato della prima guerra mondiale, disprezza le idee del Partito nazista e lo proclama pubblicamente. Allo stesso tempo si verificano degli strani incidenti “tecnici” agli aeroplani di nuova costruzione. Il generale Harras, come responsabile della costruzione di aerei, subisce una pressione crescente dai funzionari delle SS, i quali sospettano azioni di sabotaggio. Dopo quattordici giorni di detenzione e interrogatori da parte della polizia di Stato, Harras riceve dieci giorni di tempo per scoprire la causa degli incidenti e riabilitarsi. L'ultimo giorno, durante un volo di collaudo, scopre l'atto di sabotaggio in cui è coinvolto il suo migliore amico, il colonnello Karl Oderbruch. Per proteggere lui e gli altri suoi dipendenti, Harras si assume la responsabilità esclusiva. Sebbene sollecitato da Oderbruch, rifiuta la fuga, ma sale su un aereo e si suicida schiantandosi su un hangar.

## Produzione
Il film fu girato ad Amburgo e Berlino. Gli aerei utilizzati furono i bombardieri Junkers Ju 86, prodotti in Svezia su licenza dalla Saab.

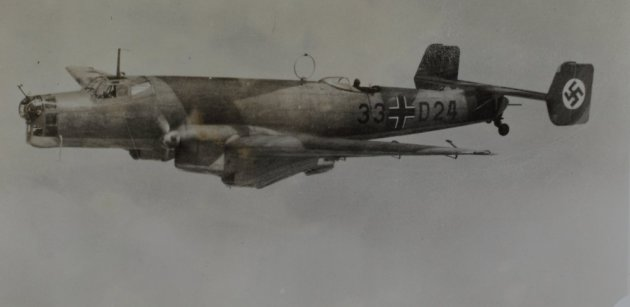
Un bombardiere Junkers Ju 86